# مصونیت حاکمیتی
مصونیت حاکمیتی (انگلیسی: Sovereign immunity)، یک دکترین حقوقی است که به موجب آن فرمانروای مطلق یا دولت نمی‌تواند مرتکب خطای قانونی شود و از دعوی قضایی یا حقوق کیفری مصون است، به‌طور دقیق در متون مدرن در دادگاه‌های خودش. مصونیت دولتی دکترین مشابه و قوی تری است که در دادگاه‌های خارجی اعمال می‌شود.